# Ubisoft Milan
Ubisoft Milan — компания, занимающаяся разработкой компьютерных игр; дочернее общество французского издателя и разработчика Ubisoft. Основана в 2001 году как Ubisoft Italy.
Размещается в городе Милан, административном центре самого крупного региона Италии. Основная специализация — разработка игр для портативных консолей, а также портирование проектов, созданных прочими отделами основной компании на другие платформы. В числе известных игр — тактический шутер Tom Clancy's Rainbow Six: Rogue Spear.

## Разработанные игры
- 2001 — F1 Racing Championship (версия для Game Boy Color)
- 2001 — Rayman M (PlayStation 2, Microsoft Windows)
- 2002 — Tomb Raider: The Prophecy (Game Boy Advance)
- 2002 — Tom Clancy’s Rainbow Six: Rogue Spear (версия для Game Boy Advance)
- 2002 — The Mummy (версия для Game Boy Advance)
- 2003 — Beyond Good & Evil (версия для Xbox, совместная разработка)
- 2003 — Tom Clancy’s Rainbow Six 3: Athena Sword (ПК, Mac)
- 2006 — Tom Clancy’s Splinter Cell: Double Agent (совместная разработка многопользовательской части в версии для ПК)
- 2009 — Just Dance (Wii)
- 2010 — Michael Jackson: The Experience (Wii)
- 2010 — Just Dance 2 (Wii, Xbox)
- 2010 — My Fitness Coach 2: Exercise and Nutrition (Wii)
- 2012 — Just Dance 4 (Wii, Xbox 360, PS3, Wii U)
- 2013 — Just Dance 2014 (Wii, Xbox 360, PS3, Wii U)
- 2017 — Mario + Rabbids: Kingdom Battle (Switch)
- 2022 — Mario + Rabbids: Sparks of Hope (Switch)